# 建立关系函
建立关系函是财经应用文里面的一个专业名词，也可以看作是一种应用文。指为了企业的生产和销售，通过多种途径了解客户后，经论证值得与之建立商务、贸易、合资、合作等关系而使用的信函。

## 格式

### 标题
标题要精炼，可以写成事由+文种。例如：“建立业务关系函”。

### 称呼语
xxx先生（女士）雅鉴。

### 正文
建立关系函的正文包括开头语、主体和结束语三部分。

#### 开头语
如果是第一次联系客户，应该先简要说明得到对方信息的途径，或者直接进行简单的自我介绍。同时表示我方有意与对方建立业务关系，进行交易，希望得到对方的合作。

#### 主体
向对面介绍本公司的主要业务范围和经营状况，推销本公司的产品时要突出产品的特色和优点，然后说明发函意图，表明合作的意愿。

#### 结束语
用惯用语表示出请求对方回函的愿望。

### 祝颂语
有两种回答方式：顺致商安、顺致商棋。

### 落款
放置于信函的右下角，写明发函公司的名称或个人姓名和日期（必要时盖章）。